# Walla Walla (Australia)
Walla Walla – miasto w Australii, w stanie Nowa Południowa Walia.